# Club Universidad Nacional
Pour les articles homonymes, voir Puma (homonymie).
Maillots
Le Club Universidad Nacional, plus communément appelé La Universidad (L'Université, La UNAM, ou surtout Los Pumas (Les Pumas), est un club de football mexicain basé à Mexico et fondé en 1954. Il a remporté sept fois le Championnat du Mexique la dernière fois en 2011 (Clausura 2011)

## Repères historiques

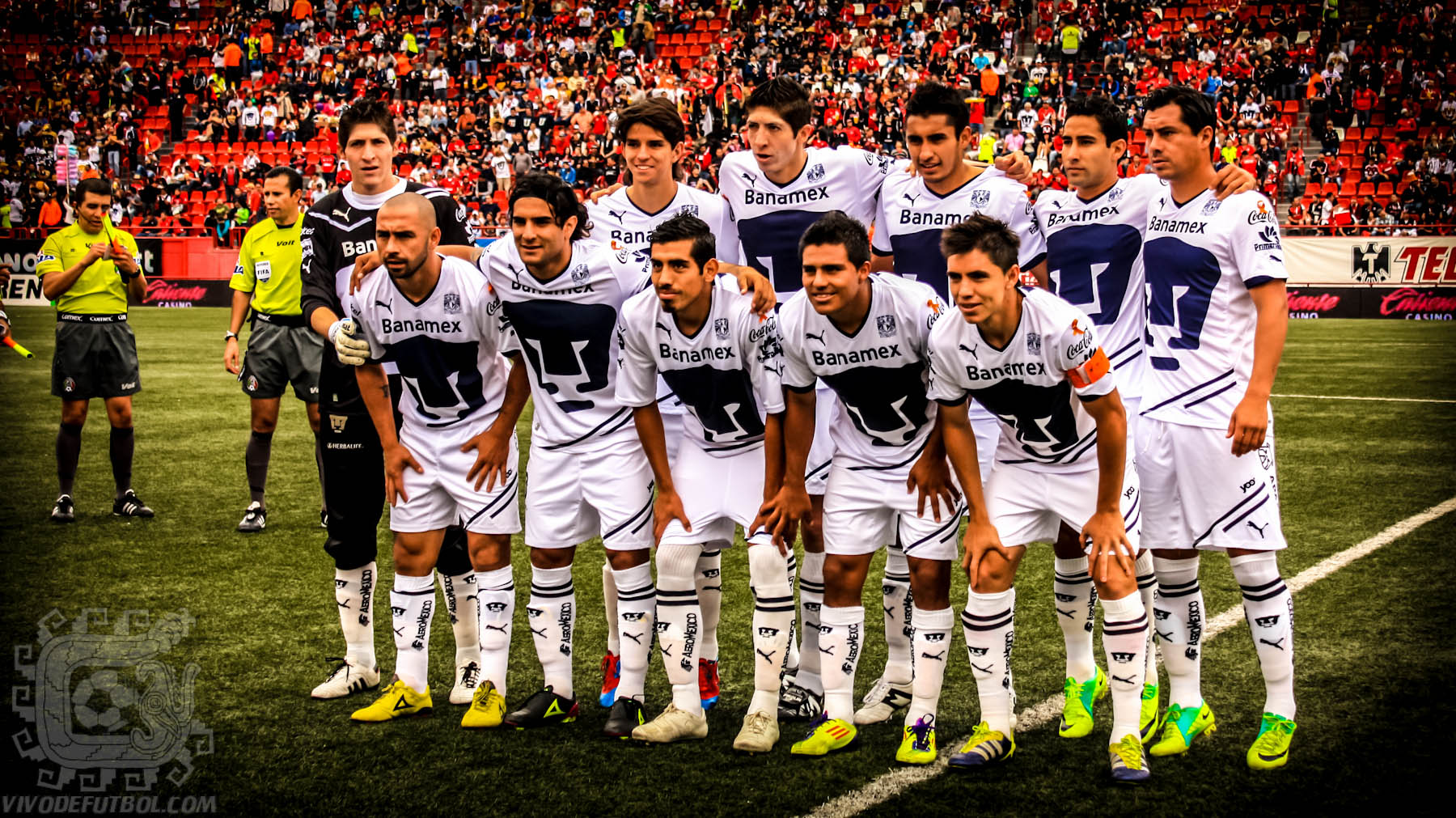
Xolos contre UNAM.

Leur stade est le fameux "Estadio Olímpico Universitario" (Stade olympique universitaire) où se sont déroulés les Jeux olympiques d'été de 1968, près de l’université de Mexico où se trouvent les principaux supporters du club.
Il compte de nombreuses célébrités parmi ses aficionados, tel Carlos Slim Helú ou Gael Garcia Bernal. Son "hinchada" s'appelle "Orgullo Azul y Oro" plus connue comme "La Rebel". "La Rebel" est réputée pour être l'une des "barras" les plus importantes du Mexique. Les rencontres face au Club América et au CD Cruz Azul sont les plus attendues de l'année, mais le Clasico Universitario contre les Tigres UANL est important pour la rivalité nord sud du pays.

## Palmarès
| Compétitions nationales | Compétitions internationales |
| - Championnat du Mexique (7) - Champion : 1977, 1981, 1991, 2004 (C), 2004 (A), 2009 (C), 2011 (C) - Vice-champion : 1968, 1978, 1979, 1985, 1988, 2020 (A) - Coupe du Mexique (1) - Vainqueur : 1975 - Supercoupe du Mexique (2) - Vainqueur : 1975, 2004 | - Coupe/Ligue des champions de la CONCACAF (3) - Vainqueur : 1980, 1982, 1989 - Finaliste : 2005, 2022 - Copa Interamericana (1) - Vainqueur : 1981 - Finaliste : 1990 - Trophée Santiago Bernabéu (1) - Vainqueur : 2004 - Tournoi Costa Azul de Setúbal' - Finaliste : 1988 |

## Identité du club

### Logo

Logo actuel

### Maillots
| 1941 | 1943 | 1950 | 1953 | 1953 | 1960 | 1960 | 1975 | 1980 |